# Argentinische Botschaft in Berlin

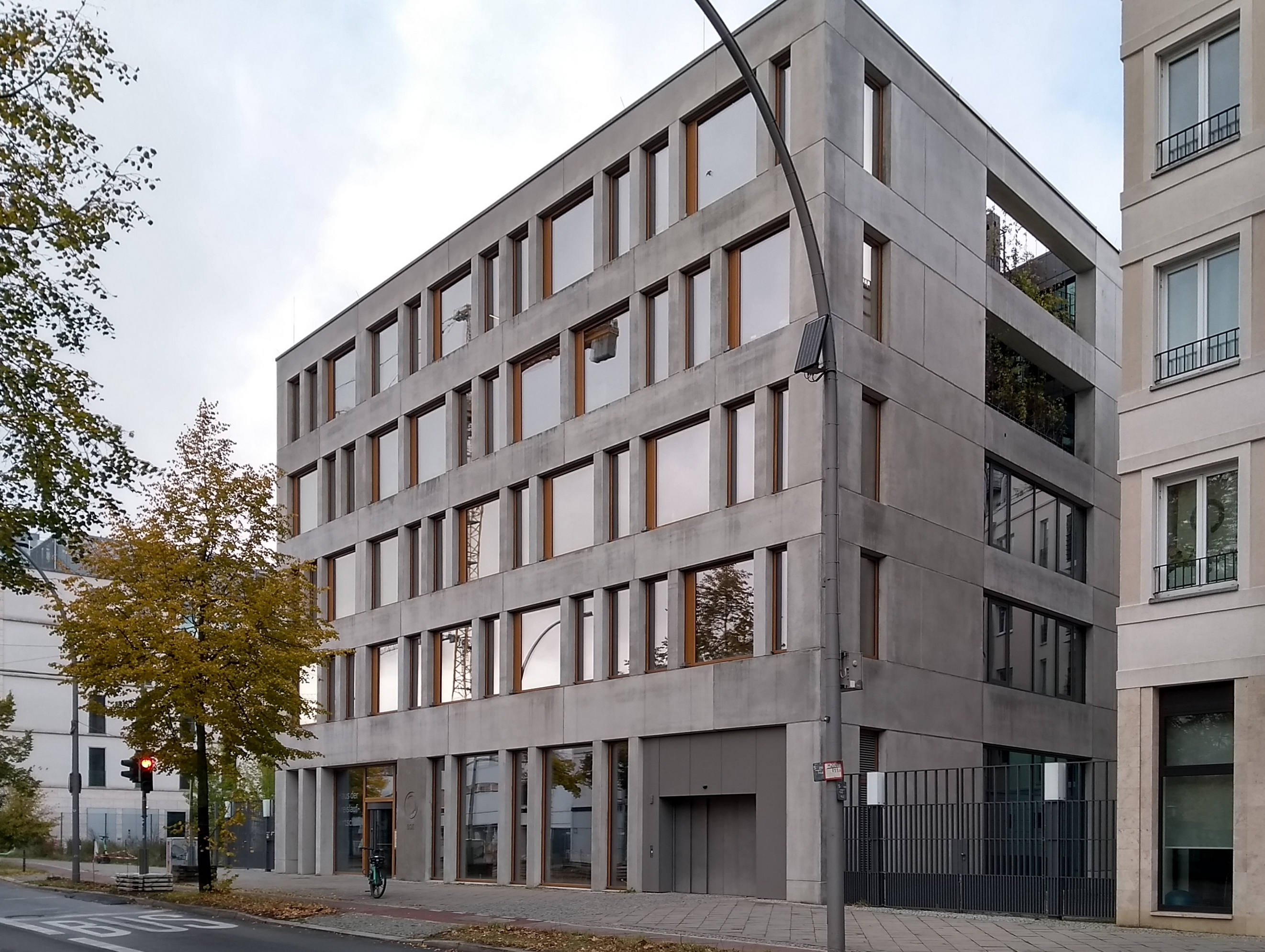
Gebäude Von-der-Heydt-Straße 2

Die argentinische Botschaft in Berlin ist die diplomatische Vertretung der Republik Argentinien in Deutschland. Sie hat ihren Sitz in der Von-der-Heydt-Straße 2 im Ortsteil Tiergarten des Bezirks Mitte.
Botschafter ist seit dem 17. Januar 2023 Fernando Brun.
Argentinien unterhält Generalkonsulate in Frankfurt am Main und Hamburg sowie ein Konsulat in Bonn.

## Geschichte der diplomatischen Beziehungen

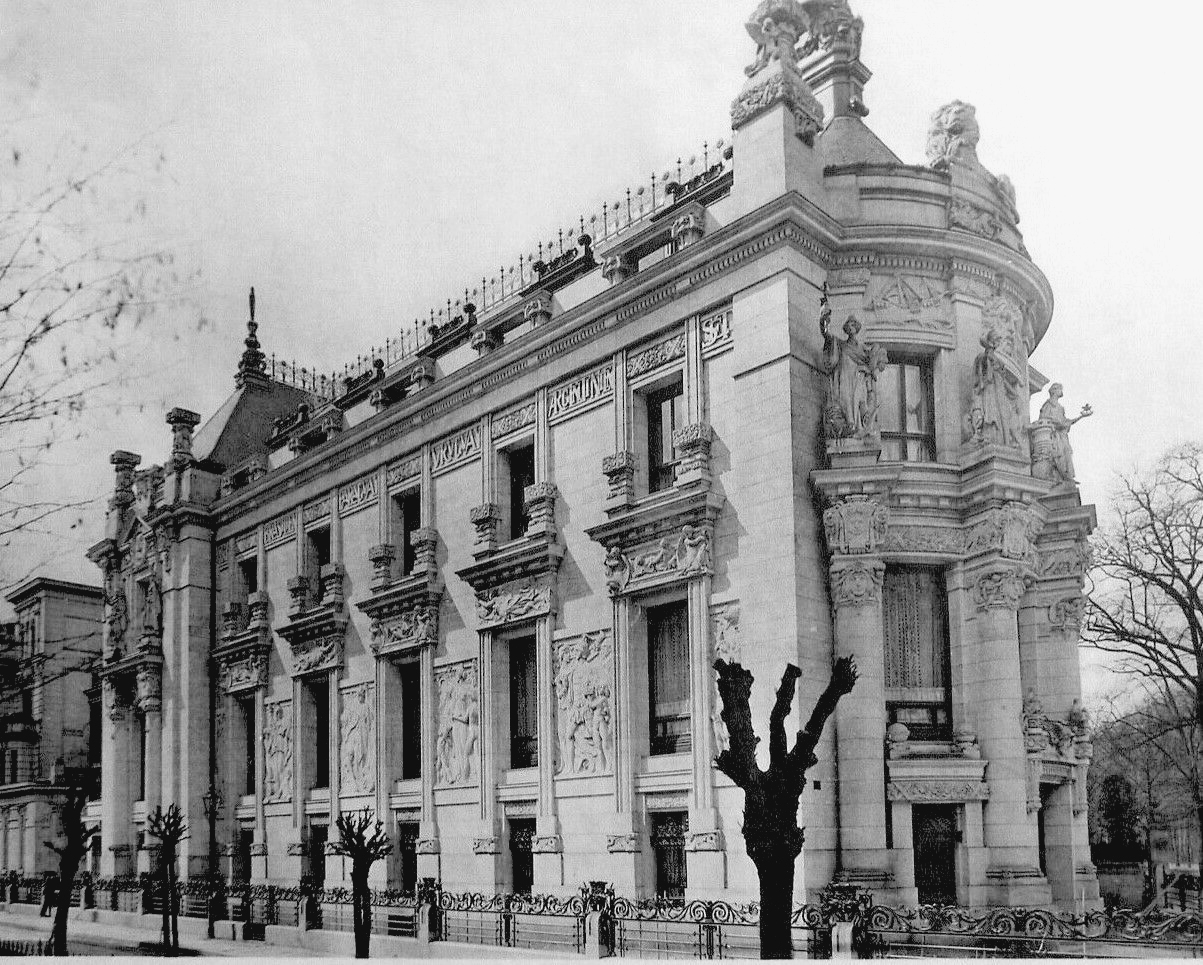
Das Palais Staudt diente bis 1943 als Residenz der argentinischen Botschaft.

Bereits ab dem Jahr 1900 bestanden diplomatische Beziehungen zwischen Argentinien und dem Deutschen Kaiserreich. Erster Botschafter war General Lucio Mansilla, der seinen Sitz in der Botschaft in Alt-Berlin im Alsenviertel hatte: Hindersinstraße 4. Ihm zur Seite standen ein Legationsrat und ein Militärattaché. 1936 schenkte die Familie Staudt das Palais Staudt (Tiergartenstraße 9) dem argentinischen Staat, der das Gebäude bis zur Zerstörung im Jahr 1943 als Botschaftsgebäude nutzte.
Am 30. Dezember 1951 nahmen Argentinien und die Bundesrepublik Deutschland diplomatische Beziehungen auf. Die Botschaft hatte ihren Sitz in der Adenauerallee 50/52 in Bonn. Wegen des Umzugs von Bundestag und Regierung nach Berlin verlegte auch die Botschaft Argentiniens ihren Sitz in die neue deutsche Hauptstadt, im Dezember 2000 zunächst in das Gebäude der ehemaligen Botschaft Argentiniens in der DDR in der Dorotheenstraße 89 in Berlin-Mitte, dann in die Kleiststraße 23–26 in Berlin-Schöneberg. Seit 2023 befindet sie sich in der Von-der-Heydt-Straße 2 in Berlin-Tiergarten.
Seit dem 25. Juni 1973 bestanden diplomatische Beziehungen zwischen Argentinien und der DDR. Sie endeten mit der deutschen Wiedervereinigung im Jahr 1990. Die argentinische Botschaft in Ost-Berlin hatte ihren Sitz in der Clara-Zetkin-Straße 89 (1995 rückbenannt in Dorotheenstraße).

## Gebäude
Das fünfgeschossige Gebäude wurde 2019 als Haus der Kreislaufwirtschaft für den Bundesverband der Deutschen Entsorgungs-, Wasser- und Kreislaufwirtschaft (BDE) fertiggestellt. Es wurde im Industrial Design mit Sichtbeton und Holz-Glas-Fensterbändern errichtet und verfügt über eine Nettonutzfläche von 2000 m².